# Ceilândia Esporte Clube
Il Ceilândia Esporte Clube, meglio noto come Ceilândia, è una società calcistica brasiliana con sede a Ceilândia, nel Distretto Federale.

## Storia
Il club è stato fondato il 23 agosto 1979. Nel 1988, il club ha partecipato per la prima volta al Campeonato Brasileiro Série B. Il club dopo aver superato la fase a gironi, è stato eliminato al secondo turno dal Rio Branco-AC. Nel 2004, il club si è qualificato per il Campeonato Brasileiro Série C e nel suo primo anno in terza divisione è stato eliminato alla prima fase. L'anno successivo è stato eliminato ai quarti di finale dall'Ipatinga. Il club ha partecipato alla terza divisione anche nei due anni successivi, dove è stato eliminato alla prima fase.
Nel 2010, il club ha vinto per la prima volta il campionato statale. L'introduzione del Campeonato Brasileiro Série D un anno prima a permesso al club di qualificarsi per la quarta divisione, dove è stato eliminato alla prima fase. Dopo aver vinto di nuovo il campionato statale nel 2012, ha partecipato di nuovo alla Série D. Il club dopo aver superato la prima fase, è stato eliminato agli ottavi di finale dal Friburguense.

## Palmarès

### Competizioni statali
- Campionato Brasiliense: 3

2010, 2012, 2024
- Campeonato Brasiliense Segunda Divisão: 1

1998

### Altri piazzamenti
- Campionato Brasiliense:

Secondo posto: 2005, 2016, 2017, 2022